# Rolls-Royce RB.203 Trent
Ce moteur ne doit pas être confondu avec le turbopropulseur Rolls-Royce RB.50 Trent ou le turboréacteur à fort taux de dilution Rolls-Royce Trent.
Le Rolls-Royce RB.203 Trent était un turboréacteur à double flux britannique à moyen taux de dilution, d'une poussée d'environ 70 kN. Bien qu'il fût prévu pour équiper quelques avions, il ne trouva aucun débouché commercial et fut abandonné.

## Généralités
Conçu par le constructeur Rolls-Royce Limited à la fin des années 1960, le RB.203 fut le premier turboréacteur de Rolls-Royce à disposer d'une architecture triple corps, constitué de corps basse-pression, intermédiaire, et haute-pression. Développé sur fonds privés par le motoriste britannique, il fut construit en utilisant le cœur du RB.172, moteur des SEPECAT Jaguar et Hawker Siddeley Hawk. Démarré pour la première fois en décembre 1967, il misait sur des coûts faibles, une consommation réduite et des niveaux sonores mesurés, et aurait théoriquement dû remplacer le Rolls-Royce Spey sur le marché civil,.

## Applications
Les avions suivant auraient dû utiliser des RB.203 mais n'ont pas été produits en série :
- Fairchild Hiller FH-228 (en)[2]
- Convair 660[3] ;
- Hawker Siddeley HS.136[3]
- Saab 107 (en)